# Кобилка болотяна
Кобилка болотяна (Stethophyma grossum) — коник родини саранові, що поширений у помірній зоні Палеарктики від Європи до Далекого Сходу. Один з 6 видів роду Stethophyma. Мешкає у вологому середовищі - низових болотах, заплавних луках, заростях очерету. В окремих країнах занесений до Червоних списків як вид під сильною загрозою.

## Опис
Досить великі, довжина тіла самців — 12-25 мм, самиць — 26-39 мм. Довжина заднього стегна 12-16 мм у самців, 14-18 мм у самиць. Забарвлення тіла досить виразне та яскраве, від оливково-зеленого до жовтувато-зеленого, у деяких особин червонувате. Надкрила самиць з жовтуватою смужкою вздовж переднього граю, завжди досягають кінця черевця. Задні крила в обох статей прозорі, безбарвні з ледь сіруватим відтінком. В обох статей частини заднього стегна червоні, задні гомілки прикрашені чорними шипами. Задні гомілки самиць мають чорну основу та виразну чорнувату пляму в першій третині гомілки, що ближче до основи. Таке забарвлення гомілки відрізняє самиць від близького виду Stethophyma lineatum, особини якого не мають такої плями, а основа гомілки в них брунатна.
Статевий диморфізм виразний. Окрім розмірів, самці також відрізняються більш тендітною будовою, дещо ширшими та довшими (пропорційно до розмірів тулуба) надкрилами та довшими вусиками. Самці мають звуковий апарат, що розташований, як і в усіх саранових, на надкрилах (потовщені жилки) та стегнах (гострі зубці) й здатні до стрекотання (стридуляція). Звук досить сильний та гучний, але незвичайний, дуже відрізняється від решти саранових - нагадує не тріск або сюрчання, як зазвичай у саранових, а клацання пальцями. За цими голосними клацаннями можна одразу впізнати, що в даній місцевості проживає цей вид. Цікаво, що, на відміну від решти сарани, у цього виду сюркотати здатні й самки, проте їхні клацаючі звуки значно тихіші. Самці й самки здатні до польоту, при небезпеці роблять потужний стрибок, розгортають крила й летять на 10 - 50 метрів.[джерело?]

## Спосіб життя
Коники Stethophyma grossum живуть у вологих біотопах, часто поблизу боліт, в заплавах річок. У Великій Британії переважно лишилися популяції на сфагнових болотах, хоча раніше вид був присутній і в низинних болотах. В Ірландії основним місцем перебування коників є луки з переважанням молінії голубої. Дослідження в Німеччині показали, що найбільш сприятливою рослинністю для розвитку личинок є щучник дернистий.
Імаго зустрічаються з липня до кінця жовтня, іноді навіть у листопаді. В кінці літа самиця відкладає до 14 яєць біля основи стебла трав'янистих рослин. Для розвитку яєць потрібна висока вологість ґрунту. Личинки виходять з яєць у кінці травня або на початку червня та проходять 4 чи 5 линянь.
Харчуються трав'янистою рослинністю вологих лук (очерет, грястиця, сусак, ірис, лепеха, осока, пижмо, дзвоники, дикий салат), у неволі охоче їдять пшеницю, ячмінь, овес, іноді яблука та зрідка навіть мертвих комах (очевидно, коли виникне потреба в білку - як білковий додаток). 
Забарвлення личинок коричневе або кремове з чорним малюнком, вони блискучі. Після шести линьок німфа перетворюється на крилату комаху. Зазвичай дорослі комахи з'являються з початку липня до його середини. В кінці липня в Україні вже всі комахи дорослі. Самці приваблюють самиць гучними клацаючими звуками для парування. 

## Поширення
Широко розповсюджена в Європі (окрім півдня Балканського півострова та островів Середземномор'я), Північні Азії, Далекого Сходу до Кореї та Японії. У Європі зустрічається від Ірландії на заході, півночі Італії та Іспанії на півдні до Західного Сибіру на сході та Скандинавського півострова на півночі. В Україні поширена практично по всій території, особливо в Лісостепу та на півдні Полісся, на Одещині, в долинах великих річок. Живе у великих перезволожених заболочених луках з широкими заростями очерету та високих осок. Рідкісна в посушливих регіонах та на півночі Полісся (уникає боліт верхового типу та лісових, надаючи перевагу низовим, степового типу), відсутня у Карпатах.

## Значення в природі та житті людини
Для захисту середовища кобилок рекомендується знижувати випас худоби та зменшувати кількість та ступінь сінокосів.
Болотяна кобилка не є шкідником, навпаки, ця велика й яскраво забарвлена комаха має естетичну цінність як прикраса природи. У екосистемах вона є регулятором травостою, удобрювачем ґрунту. 